# Karl Richter
Karl Richter (15. října 1926 – 15. února 1981) byl německý varhaník, cembalista a dirigent.
Studoval v Drážďanech, působil v Lipsku a v Mnichově. V šedesátých a sedmdesátých letech 20. století podnikl koncertní turné do Japonska, USA i Sovětského svazu. Celý život propagoval dílo a hudbu Johanna Sebastiana Bacha.